# Труханово (Брянская область)
Труханово — село в Унечском районе Брянской области в составе Высокского сельского поселения.

## География
Находится в центральной части Брянской области на расстоянии приблизительно 19 км на восток-юго-восток по прямой от вокзала железнодорожной станции Унеча.

## История
Основано не позднее первой половины XVII века, до конца XVII века — чисто казацкое поселение. С первой половины XVII века упоминалось Троицкая церковь (не сохранилась). В XVII—XVIII веках входило в 1-ю полковую сотню Стародубского полка. До конца XVIII века — чисто казацкое поселение. В 1859 году здесь (село Стародубского уезда Черниговской губернии) учтено было 27 дворов, в 1892—25.

## Население
Численность населения: 125 человек (1859 год), 238 (1892), 46 человека (русские 98 %) в 2002 году, 22 в 2010.